# René Bauler
René Bauler (17 de setembro de 1914) é um ex-futebolista luxemburguês que atuava como Meia-Atacante, considerado o homem vivo mais velho de Luxemburgo.
René começou sua carreira no Racing Football Club Union Luxembourg. Em 27 de setembro de 1936, ele estava na Seleção Luxemburguesa de Futebol em uma partida amistosa contra a Alemanha (2: 7).